# Monte Wood
Monte Wood är en kulle i Argentina.   Den ligger i provinsen Santa Cruz, i den södra delen av landet, 1 800 km sydväst om huvudstaden Buenos Aires. Toppen på Monte Wood är 270 meter över havet, eller 172 meter över den omgivande terrängen. Bredden vid basen är 3,1 km.
Terrängen runt Monte Wood är huvudsakligen platt, men västerut är den kuperad. Trakten runt Monte Wood är nära nog obefolkad, med mindre än två invånare per kvadratkilometer.. Närmaste större samhälle är San Julián, 7,7 km söder om Monte Wood. 
Trakten runt Monte Wood består i huvudsak av gräsmarker.